# Adoretus peyerimhoffi
Adoretus peyerimhoffi är en skalbaggsart som beskrevs av Baraud 1979. Adoretus peyerimhoffi ingår i släktet Adoretus och familjen Rutelidae. Inga underarter finns listade i Catalogue of Life.